# Anatolio García Villarroya
Anatolio García Villarroya (Villar del Cobo, província de Terol, 3 de juliol de 1945) ha estat un empresari i polític valencià, diputat a les Corts Valencianes en la III Legislatura.

## Biografia
Traslladat al País Valencià de petit, estudià amb els Maristes de Dènia i obtingué el títol de graduat social. El 1966 va fundar Industrias Esgar i ha estat membre de la Federació d'Empresaris del Metall de la Província d'Alacant.
Políticament, ha estat diputat de la diputació d'Alacant en 1979 per la Unió de Centre Democràtic. Després de l'ensulsiada d'aquest partit passà a Alianza Popular amb la qual fou novament diputat provincial i regidor de l'ajuntament de Dènia a les eleccions municipals espanyoles de 1983. Fou elegit diputat a les eleccions a les Corts Valencianes de 1991. Ha estat membre de la Comissió d'Obres Públiques i Transports de les Corts Valencianes.